# Batalha de Ctesiphon (1915)
A Batalha de Ctesiphon (turco : Selman-ı Pak Muharebesi) foi travada em novembro de 1915 pelo Império Britânico e pela Índia britânica, contra o Império Otomano, dentro da Campanha da Mesopotâmia da Primeira Guerra Mundial.
A Força Expedicionária Indiana D, composta principalmente por unidades indígenas e sob o comando do general Sir John Nixon teve sucesso na Mesopotâmia desde o desembarque em Al Faw após a Declaração de Guerra do Império Otomano em 5 de novembro de 1914.
Uma das principais razões para iniciar a campanha na Mesopotâmia foi defender a refinaria de petróleo de Abadã, na foz do Shatt al-Arab. Adoptando uma política de defesa avançada, o exército britânico sob o comando do general Townshend, lutou contra uma série de pequenas forças otomanas. Então, depois de um ano de uma série de derrotas, as forças otomanas conseguiram deter o avanço britânico em dois dias de duros combates em Ctesiphon e obriga-las a recuar.